# 天津国际矿业权交易所
天津国际矿业权交易所，2010年11月12日注册于天津市滨海新区于家堡，是经天津市人民政府批准设立的交易机构，由国土资源部、天津市人民政府共建的国际矿业金融服务平台，是中国大宗商品研究中心理事单位
。